# Numération japonaise
Cette page contient des caractères spéciaux ou non latins. S’ils s’affichent mal (▯, ?, etc.), consultez la page d’aide Unicode.

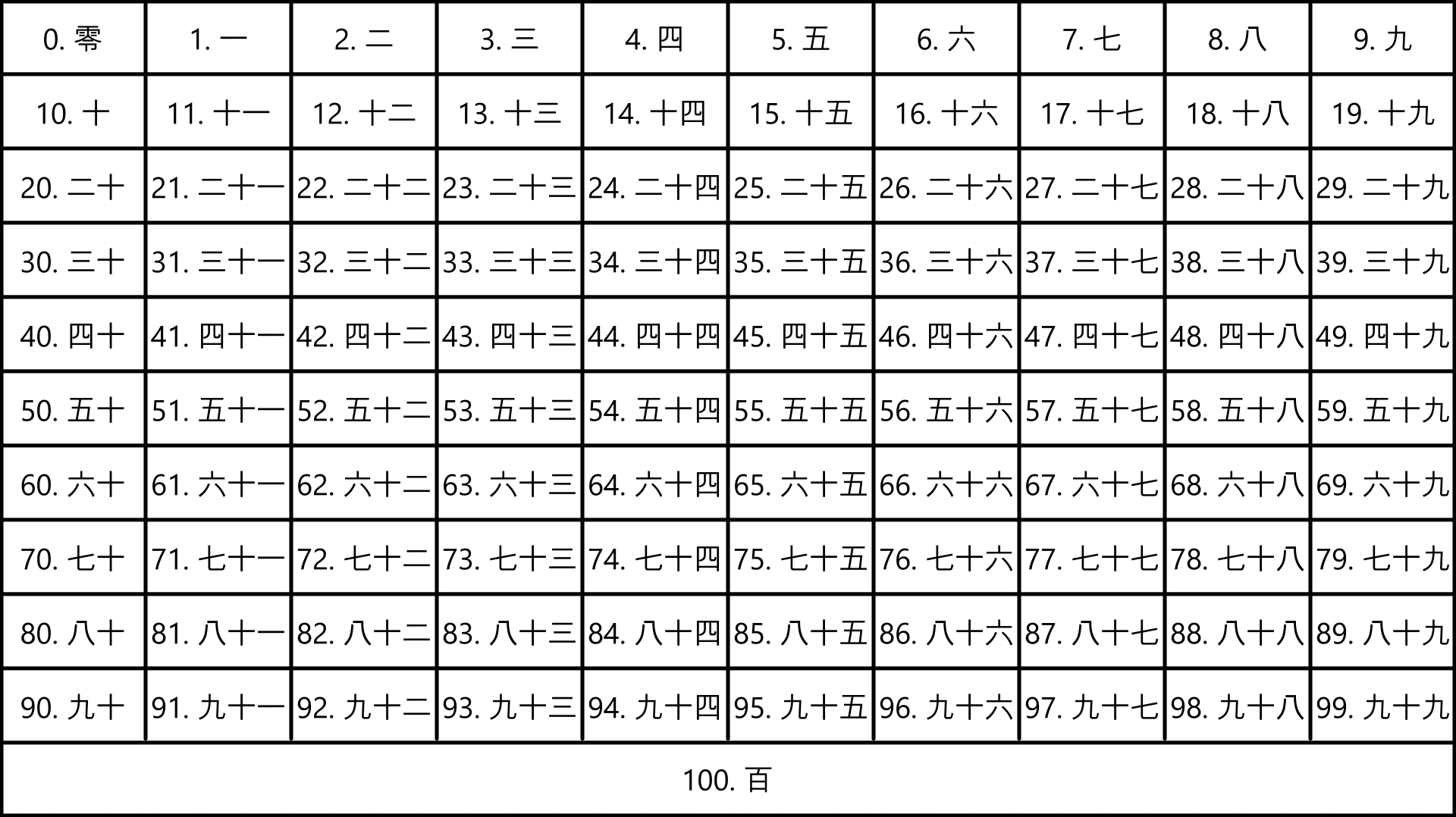
Tableau des kanji numériques de 0 à 100.

La numération japonaise est calquée sur le modèle chinois. Les sinogrammes sont d'ailleurs restés identiques dans l'écriture kanji. Le tableau ci-dessous présente les différentes façons d'écrire les nombres en japonais.
| Kanji | Kana                          | Rōmaji      | Valeur |
| ----- | ----------------------------- | ----------- | ------ |
| 〇/零 | れい/ゼロ (ateji du gairaigo) | rei/zero    | 0      |
| 一    | いち                          | ichi        | 1      |
| 二    | に                            | ni          | 2      |
| 三    | さん                          | san         | 3      |
| 四    | よん/し                       | yon/shi     | 4      |
| 五    | ご                            | go          | 5      |
| 六    | ろく                          | roku        | 6      |
| 七    | なな/しち                     | nana/shichi | 7      |
| 八    | はち                          | hachi       | 8      |
| 九    | きゅう/く                     | kyū/ku      | 9      |
| 十    | じゅう                        | jū          | 10     |
| 百    | ひゃく                        | hyaku       | 100    |
| 千    | せん                          | sen         | 1 000  |
| 万    | まん                          | man         | 10 000 |

Pour le chiffre 4, « し » (shi) est moins utilisé parce qu'il se prononce de la même façon que « la mort » (死).
Une fois que l'on connaît ce tableau, il suffit de mettre les kanjis côte à côte pour construire les nombres. Une différence réside néanmoins dans le fait que l'on regroupe les chiffres par quatre et non par trois.
Exemples :
- 15 (十五, jūgo?) ;
- 137 (百三十七, hyaku sanjū nana?) ;
- 1975 (千九百七十五, sen kyūhyaku nanajū go?) ;
- 150 000 (十五万, jūgo man?), littéralement « quinze myriades », et non 百五十千, littéralement « cent cinquante mille ».

En japonais, le mot « zéro » n'est jamais utilisé pour un entier supérieur à « 0 », et ce, au contraire du chinois qui demande l'utilisation de 零 partout où il y a un groupe de zéros, par exemple 三百零二 pour « 302 ». De même, le mot « un » n'apparait jamais devant la dizaine, la centaine ou le millier ; si « 11 » s'écrit 十一 en japonais comme en chinois, « 111 » s'écrit 百十一 en japonais (au lieu de 一百一十一 en chinois), et « 1 111 » s'écrit 千百十一 en japonais (au lieu de 一千一百一十一). C'est en fait l'ancien usage chinois qui s'est conservé en japonais. Le symbole du 1 est par contre bien écrit devant le symbole de la myriade : 10 000 s'écrit ainsi 一万, pas juste 万.
Aujourd'hui, les chiffres arabes sont largement utilisés en langue japonaise. Les kanjis sont à comparer avec l'écriture en lettres dans les langues fondées sur un alphabet. Contrairement à la façon de lire les nombres (« dix myriades » pour « 100 000 »), les nombres sont écrits comme en anglais, les chiffres étant regroupés par groupes de trois séparés par des virgules.

## Écriture décimale positionnelle
Aujourd'hui il est commun d'utiliser les caractères de 0 à 9 comme dix chiffres de l'écriture décimale positionnelle. Cet usage est aussi commun dans la numération chinoise, même si l'on lit les numéros différemment dans les deux langues.
| Nombre | Positionnel | Japonais                   | Chinois                                      |
| ------ | ----------- | -------------------------- | -------------------------------------------- |
| 28     | 二八        | nijūhatchi (二十八)        | 二十八, èrshibā                              |
| 208    | 二〇八      | nihyakuhatchi (二百八)     | 二百〇八, èrbǎilíngbā                        |
| 280    | 二八〇      | nihyakuhatchijū (二百八十) | 二百八十, èrbǎibāshí 二百八, èrbǎibā         |
| 2008   | 二〇〇八    | nisenhatchi (二千八)       | 两千〇八, liǎngqiānlíngbā                    |
| 2080   | 二〇八〇    | nisenhatchijū (二千八十)   | 两千〇八十, liǎngqiānlíngbāshí               |
| 2800   | 二八〇〇    | nisenhappyaku (二千八百)   | 两千八百, liǎngqiānbābǎi 两千八, liǎngqiānbā |

## Puissances de 10

### Grands nombres
Les très grands nombres sont créés en groupant les chiffres par quatre (tous les 10 000) plutôt que par trois (tous les 1 000) comme c'est le cas dans les pays occidentaux :
| Kanji    | Hiragana         | Rōmaji     | Valeur |
| -------- | ---------------- | ---------- | ------ |
| 一       | いち             | ichi       | 100    |
| 万       | まん             | man        | 104    |
| 億       | おく             | oku        | 108    |
| 兆       | ちょう           | chō        | 1012   |
| 京       | けい, きょう     | kei, kyō   | 1016   |
| 垓       | がい             | gai        | 1020   |
| 𥝱, (秭) | じょ (ja) (し)   | jo (shi)   | 1024   |
| 穣       | じょう           | jō         | 1028   |
| 溝       | こう             | kō         | 1032   |
| 澗       | かん             | kan        | 1036   |
| 正       | せい             | sei        | 1040   |
| 載       | さい             | sai        | 1044   |
| 極       | ごく             | goku       | 1048   |
| 恒河沙   | ごうがしゃ       | gōgasha    | 1052   |
| 阿僧祇   | あそうぎ         | asōgi      | 1056   |
| 那由他   | なゆた           | nayuta     | 1060   |
| 不可思議 | ふかしぎ         | fukashigi  | 1064   |
| 無量大数 | むりょうたいすう | muryōtaisū | 1068   |

Exemples (la séparation par groupes de quatre chiffres est donnée pour plus de clarté) :
- 1 0000 (一万, ichiman?)
- 983 6703 (九百八十三万六千七百三, kyūhyaku hachijū sanman rokusen nanahyaku san?)
- 20 3652 1801 (二十億三千六百五十二万千八百一, nijū oku sanzen roppyaku gojū niman sen happyaku ichi?)

Dans l'utilisation moderne, les chiffres indo-arabes sont écrits comme en anglais et sont séparés par des virgules tous les trois chiffres, mais tout en utilisant pour leur énonciation la division de quatre chiffres japonais.

### Fractions décimales
Le japonais possède aussi des chiffres pour les fractions décimales. Ils ne sont généralement plus utilisés, sauf pour noter une promotion ou des résultats sportifs.
Pour représenter un taux ou une promotion, les mots suivants sont utilisés :
| Kanji | Hiragana | Rōmaji | Valeur |
| ----- | -------- | ------ | ------ |
| 割    | わり     | wari   | 10-1   |
| 分    | ぶ       | bu     | 10-2   |
| 厘    | りん     | rin    | 10-3   |
| 毛    | もう     | mō     | 10-4   |
| 糸    | し       | shi    | 10-5   |

Par exemple :
- « 15 % de moins » (一割五分引き, ichiwari gobu biki?)

Dans leur utilisation moderne, les nombres décimaux sont écrits avec le système arabe et sont lus comme des chiffres successifs.

## Caractères légaux
Enfin, les Japonais possèdent un jeu séparé de kanjis pour les chiffres des documents légaux, afin de prévenir l'ajout d'un trait ou deux, remplaçant par exemple « 2 » par « 3 ». Ce sont :
| Légal   | Légal  | Commun | Valeur |
| Moderne | Ancien | Commun | Valeur |
| ------- | ------ | ------ | ------ |
| -       | 零     | 〇     | 0      |
| 壱      | 壹     | 一     | 1      |
| 弐      | 貮, 貳 | 二     | 2      |
| 参      | 參     | 三     | 3      |
| -       | 肆     | 四     | 4      |
| (伍)    | 伍     | 五     | 5      |
| -       | 陸     | 六     | 6      |
| -       | 柒, 漆 | 七     | 7      |
| -       | 捌     | 八     | 8      |
| -       | 玖     | 九     | 9      |
| 拾      | 拾     | 十     | 10     |
| -       | 廿     | 二十   | 20     |
| -       | 陌, 佰 | 百     | 100    |
| -       | 阡, 仟 | 千     | 1 000  |
| (萬)    | 萬     | 万     | 10 000 |